# 拉迪姆·别莱什
拉迪姆·别莱什（捷克語：Radim Běleš，1973年3月6日—），捷克男子田径运动员。他曾代表捷克参加2000年、2004年、2008年、2012年和2016年夏季残疾人奥林匹克运动会田径比赛，获得一枚金牌和二枚银牌。